# Meike Leluschko
Meike Leluschko (* 1981 in Lingen) ist eine deutsche Sopranistin.

## Leben
Den ersten Gesangsunterricht bekam sie bei der Sängerin Edeltraud Blanke (1935–2009). Nach dem Abitur am Gymnasium Georgianum Lingen studierte sie Gesang an der Hochschule für Musik Detmold. Das Gesangsstudium schloss sie 2009 mit dem Konzertexamen bei Gerhild Romberger ab.
Engagements führten die Sängerin u. a. nach Österreich, Spanien, Frankreich und Italien, an das Festspielhaus Salzburg, zur Église St. Roch Paris, an das Konzerthaus Dortmund, zur Staatsoper Berlin (Apollo Saal), an das Prinzregententheater, das Markgräfliche Opernhaus Bayreuth, das Staatstheater Schwerin, das Schauspielhaus Bochum, sowie zu den Corveyer Musikwochen, dem Rheingau Musik Festival, dem Mozartfest Augsburg, und den Harzburger Musiktagen.
Meike Leluschkos Konzertrepertoire reicht vom Barock bis zur Musik der Gegenwart. Ihr besonderes Interesse gilt dem Kunstlied und kammermusikalischen Projekten.

## Stipendien
- 2007–2010: Stipendiatin der Dörken-Stiftung
- 2007: Stipendium der Bertelsmann-Stiftung „Neue Stimmen“ für einen Meisterkurs[7]
- 2008: Stipendiatin der Mozart-Gesellschaft Dortmund[8]

## Diskografie (Auswahl)
- Robert Schumann: Waldesruh Lieder und Waldszenen. (Verlag: Mühlhoff, Holland-Moritz, Köln 2012)
- Johann Sebastian Bach: Messen h-Moll, BWV 232. (Verlag: Bertram, Dreher u. a., Regensburg 2012)
- Carl Reinecke: Dornröschen. (Cpo-Musikproduktion, Georgsmarienhütte 2013)
- Andreas N. Tarkmann: Didos Geheimnis. (Rondeau Musikproduktion, Leipzig 2013)
- Gottfried August Homilius: Der Messias. (Cpo-Musikproduktion, Georgsmarienhütte 2015)